# どーなつプリン
『どーなつプリン』は、猫部ねこ作の漫画作品。講談社の漫画雑誌『なかよし』に2002年から2004年まで連載。単行本は「KCなかよし」から全3巻が刊行されている。

## あらすじ
カラメル小学校5年生の望月美紅は学校の星見会で巨大な流星に遭遇し、その正体は宇宙怪獣の卵と思いきや、生まれたのは愛らしい女の子のモエちゃんだった。
そんな可愛いモエちゃんや正義の使者のうさっち、地球征服を企む謎の組織・ブラック・シュガー団等と、今日もカラメル小学校は大騒ぎに…。

## 登場キャラクター

### 主要キャラクター
モエちゃん
卵から生まれた可愛い女の子。ドーナツを思わせるシニヨンヘアと背中の天使の羽が特徴。甘い物全般が大好きで、特に美紅の手作りドーナツ・どーなつプリンが大好物。うさっちのことがお気に入り。
後に美紅達の進級と同時に1年生（1年2組在籍）に編入する。友達としてカエルのケロ吉をよく連れている。
連載終盤では、モエモエ星のモエモエ星人（通称モエモエザウルス）と判明した。
番外編では、どーなつプリンとモエちゃん（大）に無理矢理食べさせられた激辛パンを同時に食べ、普段のモエちゃんとブラックモエちゃんに分裂して小さく増えてしまう。しかし善と悪に分かれた二人が争うことで消滅してしまうが、最後に残った二人が美紅の作ったツインどーなつ（それぞれ激甘と激辛に分かれている）を食べて元のモエちゃんに戻った。
ブラックモエちゃん
ブラック・シュガー団のブラック光線で悪の心を植え付けられたモエちゃん。目付きと耳が鋭く、八重歯が特徴。背中の羽は悪魔の羽に変わっている他、普段のモエちゃんとは髪と瞳、リボンの色が異なる（モエちゃんは金髪で緑色の瞳と赤色のリボンだが、ブラックモエちゃんはピンク色の髪で、瞳とリボンの色が黄色）。
お腹を空かせたり、辛い物（主にカレーパン）を食べると、ブラックモエちゃんに変身し、炎を吐いたり暴走するが、甘い物（主にどーなつプリン）を食べれば元に戻る。
モエちゃん（大）
連載終盤で登場したモエモエ星人の一人。
大人である点を除くと、容姿や背中の悪魔の羽がブラックモエちゃんと瓜二つの少女。モエちゃんとは対照的に辛いものが好物。何故か関西弁口調で喋る。
ケロ吉
モエちゃんがいつも連れているカエル。普段は妻や子供、仲間のカエル達と共にカラメル小学校のプールで暮らしている。
カエル大明神
カエルの神様。カラメル小学校のプールの端に置かれた祠が存在し、プールを占拠したブラック・シュガー団を成敗した。
うさっち
宇宙の平和を守る為、うさっち星からやってきた正義の使者。耳の先が黒色で、ピンク色の体をしている。うさっち星では耳の先の黒いうさぎは伝説の勇者の証となる。
後にモエちゃん同様、美紅達の進級と同時にカラメル小学校の1年生（1年2組在籍）に編入。
望月 美紅（もちづき みく）
私立カラメル小学校の生徒。連載開始時は小学5年生だったが、後に6年生に進級。
お菓子作りが趣味で、モエちゃんが大のお気に入り。弟の翠に世話を焼いている。クラスメイトの星野に恋心を抱いているが、彼が美少女としての素顔を明かした黒子に好意的な感情を向けるようになったことに複雑な感情を抱いていたものの、連載終盤で黒子との間に友情が芽生えた。
望月 翠（もちづき みどり）
私立カラメル小学校の生徒で、美紅の弟。姉同様、連載開始時は小学5年生だったが、後に6年生に進級。
モエちゃんとは仲良しの美少年で、女子に高い人気を集めるが、あまり関心を持たない。マイペースな性格だが少々生意気で、度々姉の手を焼かせている。実はかなりの悪趣味で以前は黒子の覆面に一目惚れしたが、ブラックモエちゃんに燃やされ、あっけなく破局（?）した。

### 私立カラメル小学校
作中の主な舞台となる小学校。緑色系の制服で、女子はセーラー、男子は詰襟（夏は半袖シャツ）と半ズボンで統一されている。一時はアクシデントで学校が全壊し、プレハブ校舎となったが、後に建て直された。

#### 生徒
連載開始時は5年2在組だったが、後に6年2組に進級する。
望月 美紅（もちづき みく）
お菓子作りが得意。クラスメイトの星野とモエちゃんのことが好き。
詳細は#望月美紅参照。
望月 翠（もちづき みどり）
美紅の弟。女子からモテるが、あまり興味はない。モエちゃんと仲良し。
詳細は#望月翠参照。
星野 輝一（ほしの こういち）
美紅が想いを寄せている美少年。夢は何故か世界征服。
美少年だが、翠やモエちゃん、黒子が来てから人気がガタ落ちになっている。遂に念願のアイドルデビューを果たすものの、人気は全く無いらしい。翠をライバル視しているが、あまり相手にされていない。あるトラウマがきっかけで幽霊が大の苦手。
宮竹 早苗（みやたけ さなえ）、中田島 京香（なかたじま きょうか）
美紅の友達。ツインテールの女子が早苗、黒髪セミロングヘアの女子が京香。
互いに翠に好意を寄せており、裏では恋のライバルだが、黒子が現れて以来は新たな友情（?）が芽生え、黒子を目の敵にする。
黒子・ブラックシュガー（くろこ -）
美紅のクラスの転校生で、ブラック・シュガー団のボスの娘。
詳細は#黒子・ブラックシュガー参照。

#### 教師
ピエール
カラメル小学校の第22代学園長だったが、ブラック・シュガー団（のペット）に学園長の証のヅラを奪われたことで教頭に降格。うさっちとはいいコンビ。
趣味はヅラコレクションだが、時々女物のヅラを被っては、女装してしまう始末。
連載終了までヅラの下が明らかになることはなかった。
ポン太（ポンた）
ブラック・シュガー団のボスのペット（アライグマ）だが、カラメル小学校の第23代学園長。
詳細は#ポン太参照。
先生（本名不明）
美紅達のクラス担任。普段は冴えない性格だが、出世を夢見ている。
一時は学園長（代理）の命令で、風紀怪人Zに変身するが、うさっちーズとブラックモエちゃんに成敗される。その後は以前と変わらず普通の教師として登場している。
新居 野々香（あらい ののか）
モエちゃんとうさっちのクラス担任で、新任教師。子供が好きで、特にモエちゃんがお気に入り。

#### ひみつ戦隊うさっちーズ
ブラック・シュガー団が学園長に就任してから学園を守る為、うさっちとピエールが結成したチーム。最初は2人のみだったが、後にモエちゃんと翠、ケロ吉に正体がバレて以降、5人（?）となった。メンバーの召集はカエル語放送によって集まる。
うさっちピンク
リーダー。バンダナとヘルメットが特徴で、武器は光線銃。
詳細は#うさっち参照。
ピエールレッド
サブリーダー。怪傑ゾロを思わせる衣装を身に纏っている。
詳細は#ピエール参照。
モエホワイト
ブラックモエちゃんに変身した戦法を得意とする。
詳細は#モエちゃん参照。
翠グリーン
メンバーの参謀役。ブラック・シュガー団の基地にモエちゃんとうさっちが潜入する際、ブレーンの立ち位置についた。
詳細は#望月翠参照。
かえるブルー
姿を消した子供達を探して欲しいとメンバーに依頼し、子供達と共にうさっち達のピンチを救った。
詳細は#ケロ吉参照。

### ブラック・シュガー団
地球征服を企む悪の組織。ポン太がカラメル小学校の学園長に就任してからは、生徒達にチョッカーのコスプレをさせたり、学校のプールを占拠したり、調理実習の肉じゃがを奪おうとする等、悪事を働いてたが、後期になってからあまり悪事を行わなくなっている。
悪のボス
ブラック・シュガー団のボス。いつも覆面を被って素顔を隠してるが、時々覆面を外して行水しているらしい。ペットのポン太を連れ、チョッカーを従える。娘の黒子を非常に可愛がっており、彼女に甘いところがある親バカ。
連載終了までピエールのヅラ同様、素顔が明らかになることはなかった。
黒子・ブラックシュガー（くろこ -）
美紅達のクラスの転校生で、ボスの娘。星野をはじめとする男子から高い人気を集める美少女。
初登場時は父と同じような覆面を被っていたが、アクシデントで覆面が燃えて以降、素顔で登場している。密かに翠に好意を寄せているが嫉妬深く、他の女子達が翠と仲良くしているのを見るとチョッカーをけしかけ、邪魔をしてくる。連載終盤で美紅と友情が芽生えた。
ポン太
ボスの飼っているアライグマ。性別はオス。ボスには可愛がられている。作中でピエールのヅラを被って以降、カラメル小学校の第23代学園長になる。
チョッカー
ブラック・シュガー団の子分。「キー」とかしか喋れないが、ボスや黒子は意味を理解できるらしい。
女子チョッカー
黒子専用のチョッカー兵士。ピンクのスカートとリボンが特徴。

### うさっち星
うさっちの故郷。うさぎの形をした惑星で、一時うさっちが故郷へ里帰りする際、モエちゃんや美紅、翠が勝手に付いてきた。
うさっち
うさっち星の勇者。
詳細は#うさっち参照。
カルロス
うさっちの後輩。うさっちを先輩と呼び、尊敬している。作中では美紅に対して一目惚れしたような描写を見せている。
ジャクリーヌ
うさっちの恋人。愛らしい雰囲気とは裏腹に怒ると怖い。
長老
うさっち星の長老（年齢不詳）。ジャクリーヌの祖父でもある。

## 書籍情報
1. ISBN 4063640108
2. ISBN 4063640361
3. ISBN 4063640620